# EBX8 - CD Singles Box Set 8
EBX8 - CD Singles Box Set 8 es un álbum recopilatorio de Erasure que incluye los sencillos de edición británica con todas las remezclas oficiales, correspondientes a los álbumes Other People's Songs, Hits! The Very Best of Erasure y Nightbird. Fue lanzado el 12 de marzo de 2021.

## Lista de canciones
| EBX8 |                                                                        |                                          |          |  |
| N.º  | Título                                                                 | Escritor(es)                             | Duración |  |
| 1.   | «Solsbury Hill» (2009 Remastered Version)                              | Peter Gabriel                            |          |  |
| 2.   | «Tell It to Me»                                                        | (ClarkeBell)                             |          |  |
| 3.   | «Searching»                                                            | (Clarke/Bell)                            |          |  |
| 4.   | «Solsbury Hill» (37b Mix)                                              | Peter Gabriel                            |          |  |
| 5.   | «Solsbury Hill» (Manhattan Clique Extended Remix)                      | Peter Gabriel                            |          |  |
| 6.   | «Ave Maria»                                                            | (Bach/Gounod)                            |          |  |
| 7.   | «Video Killed the Radio Star» (37b Mix)                                | (Geoff Downes/Trevor Horn/Bruce Woolley) |          |  |
| 8.   | «Make Me Smile (Come Up and See Me)» (2009 Remastered Version)         | Steve Harley                             |          |  |
| 9.   | «Oh L'Amour» (Acoustic)                                                | (Clarke/Bell)                            |          |  |
| 10.  | «Walking in the Rain» (37b Mix)                                        | Barry Mann, Cynthia Weil y Phil Spector  |          |  |
| 11.  | «Make Me Smile (Come Up and See Me)» (Dan Frampton Radio Mix)          | Steve Harley                             |          |  |
| 12.  | «Make Me Smile (Come Up and See Me)» (Manhattan Clique Extended Remix) | Steve Harley                             |          |  |
| 13.  | «When Will I See You Again» (37b Mix)                                  | Gamble y Huff                            |          |  |
| 14.  | «Can't Help Falling in Love» (Acoustic)                                | George David Weiss y Hugo & Luigi        |          |  |
| 15.  | «Breathe» (2009 Remastered Version)                                    | (Clarke/Bell)                            |          |  |
| 16.  | «Gone Crazy»                                                           | (Clarke/Bell)                            |          |  |
| 17.  | «Breathe» (LMC Extended Club Mix)                                      | (Clarke/Bell)                            |          |  |
| 18.  | «Breathe» (When Andy Bell Met Manhattan Clique Extended Remix)         | (Clarke/Bell)                            |          |  |
| 19.  | «Breathe» (Acoustic Version)                                           | (Clarke/Bell)                            |          |  |
| 20.  | «Mr Gribber and His Amazing Cat»                                       | (Clarke/Bell)                            |          |  |
| 21.  | «Don't Say You Love Me» (2009 Remastered Version)                      | (Clarke/Bell)                            |          |  |
| 22.  | «Lie to Me»                                                            | (Clarke/Bell)                            |          |  |
| 23.  | «Don't Say You Love Me» (Mark Moore & Eon Vox Remix)                   | (Clarke/Bell)                            |          |  |
| 24.  | «Don't Say You Love Me» (ATOC's Rock 'N 'Ravin' Vocal Remix)           | (Clarke/Bell)                            |          |  |
| 25.  | «Breathe» (Pete Heller's Phela Club Mix)                               | (Clarke/Bell)                            |          |  |
| 26.  | «Don't Say You Love Me» (Piney Gir Remix)                              | (Clarke/Bell)                            |          |  |
| 27.  | «Here I Go Impossible Again» (Single mix)                              | (Clarke/Bell)                            |          |  |
| 28.  | «All This Time Still Falling Out of Love» (2009 Remastered Version)    | (Clarke/Bell)                            |          |  |
| 29.  | «All This Time Still Falling Out of Love» (Shanghai Suprise Club Mix)  | (Clarke/Bell)                            |          |  |
| 30.  | «Here I Go Impossible Again» (Triggertrax Extended Remix)              | (Clarke/Bell)                            |          |  |
| 31.  | «Here I Go Impossible Again» (Meloboy's Nu-German Compu-Soul Remix)    | (Clarke/Bell)                            |          |  |
| 32.  | «Here I Go Impossible Again» (Pocket Orchestra Club Mix)               | (Clarke/Bell)                            |          |  |